# Marianne Weber (socioloog)

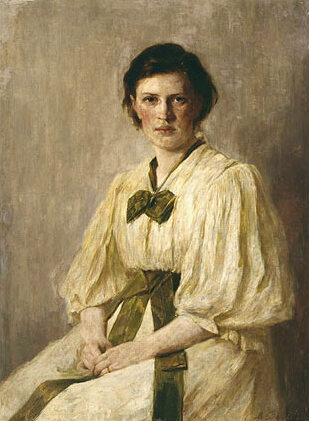
Marianne Weber (1896)

Marianne Weber (geb. Schnitger) (geboren 2 augustus 1870 in Oerlinghausen, overleden 12 maart 1954 in Heidelberg) was een Duitse feministe, sociologe en rechtshistorica. Ze was getrouwd met de socioloog Max Weber.

## Werken
- Fichtes Sozialismus und sein Verhältnis zur Marxschen Doktrin (1900)
- Ehefrau und Mutter in der Rechtsentwicklung (1907)
- Max Weber. Ein Lebensbild. München: Piper, 1989. (Serie Piper 984) ISBN 3-492-10984-5
- Frauen auf der Flucht (2005) ISBN 3-89528-517-X
- Beruf und Ehe (1906)
- Die Beteiligung der Frauen an der Wissenschaft (1914)
- Autorität und Autonomie in der Ehe (1912)
- Zur Frage der Bewertung der Hausfrauenarbeit (1912)
- Die Frau und die objektive Kultur (1913)
- Die neue Frau (1914)
- Eheideal und Eherecht (1914)
- Vom Typenwandel der studierenden Frau (1917)
- Die Formkräfte des Geschlechtslebens (1918)
- Die besonderen Kulturaufgaben der Frau (1918)

Samengevat in de bundel 'Frauenfragen und Frauengedanken' ,Tübingen (1919)
- Die Frauen und die Liebe (1935)
- Erfülltes Leben (1946)
- Lebenserinnerungen (1948)